# István Sofron
István Sofron (ungarisch Sofron István; * 24. Februar 1988 in Miercurea Ciuc, Rumänien) ist ein ungarischer Eishockeyspieler, der seit 2024 beim Budapest Jégkorong Akadémia HC unter Vertrag steht und mit dem Klub in der Ersten Liga spielt. 

## Karriere
István Sofron, der als Angehöriger der ungarischsprachigen Minderheit der Szekler in Rumänien geboren wurde, begann seine Karriere als Eishockeyspieler bei Fehérvári Titánok, für die er in der Saison 2006/07 sein Debüt in der Ungarischen Eishockeyliga gab. Anschließend wechselte der Angreifer zu deren Ligarivalen Alba Volán Székesfehérvár, für den er parallel in der ungarischen Eishockeyliga sowie in der Österreichischen Eishockey-Liga auf dem Eis stand. Im September 2010 wurde er dort zum EBEL-YoungStar des Monats gewählt und erreichte in der Saisonwertung 2010/11 den fünften Platz. 2012 war er bester Torschütze der Österreichischen Eishockeyliga. Mit Alba Volán wurde er 2008, 2009, 2010, 2011 und 2012 jeweils Ungarischer Meister. Im Sommer 2013 wechselte er zu den Krefelder Pinguinen in die Deutsche Eishockey Liga, wo er in der Spielzeit 2014/15 der Spieler mit den meisten Strafminuten (110) der gesamten Liga war.
Mitte Januar 2016 gab der Klagenfurter AC aus der Österreichischen Eishockeyliga bekannt, István Sofron mit sofortiger Wirkung in seinen Kader aufzunehmen. Bereits zur folgenden Spielzeit verließ er die Kärntner wieder und schloss sich seinem früheren Klub aus Székesfehérvár an, für den er ebenfalls in der österreichischen Liga spielte. Im Sommer 2017 wechselte er nach Nordamerika und spielte fortan bei Wichita Thunder aus der ECHL, die er aber bereits Ende Dezember wieder verließ, um sich dem Villacher SV aus der österreichischen Liga anzuschließen. Nachdem er für die Spielzeit 2018/19 zu Alba Volán Székesfehérvár zurückgekehrt war, schloss er sich im Sommer 2019 MAC Budapest an und spielte mit dem ungarischen Hauptstadtklub seit 2020 in der ungarisch-rumänischen Ersten Liga. 2021 wechselte er zum Ligakonkurrenten HSC Csíkszereda, dem traditionsreichen Klub der Szekler aus seiner Heimatstadt, mit dem er zusätzlich auch in der rumänischen Eishockeyliga spielt. 2022 gewann er mit dem Klub die Erste Liga und wurde auch rumänischer Meister. 2024 wechselte er zum Budapest Jégkorong Akadémia HC, wo er ebenfalls in der Ersten Liga spielt.

### International
Im Gegensatz zu anderen Szeklern, die für ihr Geburtsland Rumänien spielen, tritt Sofron seit dem Juniorenalter international für Ungarn an. Mit der ungarischen Juniorenauswahl nahm er an der Division I der U20-Weltmeisterschaft 2008 teil. 
Im Seniorenbereich stand er im Aufgebot seines Landes bei den Weltmeisterschaften der Division I 2010, 2011, als er als Torschützenkönig auch zum besten Stürmer des Turniers gewählt wurde, 2012, 2013, 2014, 2015, 2018, 2019, 2022 und 2024, als er zum besten Spieler seiner Mannschaft gewählt wurde. Bei der Weltmeisterschaft 2016 spielte er erstmals in der Top-Division. Dort spielte er auch bei der Weltmeisterschaft 2023. Zudem nahm er für Ungarn 2008/09 an den Qualifikationsturnieren für die Olympischen Winterspiele in Vancouver 2010, 2013 am Qualifikationsturnier für die Winterspiele in Sotschi 2014, 2016 am Qualifikationsturnier für die Winterspiele in Pyeongchang 2018, 2020 am Qualifikationsturnier für die Winterspiele in Peking 2022 und 2024 am Qualifikationsturnier für die Winterspiele in Mailand 2026 teil.

## Erfolge und Auszeichnungen
- 2008 Ungarischer Meister mit Alba Volán Székesfehérvár
- 2009 Ungarischer Meister mit Alba Volán Székesfehérvár
- 2010 Ungarischer Meister mit Alba Volán Székesfehérvár
- 2010 EBEL-YoungStar des Monats September
- 2011 Ungarischer Meister mit Alba Volán Székesfehérvár
- 2012 Ungarischer Meister mit Alba Volán Székesfehérvár
- 2012 Bester Torschütze der Österreichischen Eishockey-Liga
- 2022 Gewinn der Ersten Liga mit dem HSC Csíkszereda
- 2022 Rumänischer Meister mit dem HSC Csíkszereda

### International
- 2011 Torschützenkönig und bester Stürmer der Weltmeisterschaft der Division I, Gruppe A
- 2015 Aufstieg in die Top-Division bei der Weltmeisterschaft der Division I, Gruppe A
- 2022 Aufstieg in die Top-Division bei der Weltmeisterschaft der Division I, Gruppe A
- 2024 Aufstieg in die Top-Division bei der Weltmeisterschaft der Division I, Gruppe A

## Karrierestatistik
(Legende zur Spielerstatistik: Sp oder GP = absolvierte Spiele; T oder G = erzielte Tore; V oder A = erzielte Assists; Pkt oder Pts = erzielte Scorerpunkte; SM oder PIM = erhaltene Strafminuten; +/− = Plus/Minus-Bilanz; PP = erzielte Überzahltore; SH = erzielte Unterzahltore; GW = erzielte Siegtore; 1 Play-downs/Relegation; Kursiv: Statistik nicht vollständig)